# خريتا داوزينبيرخ

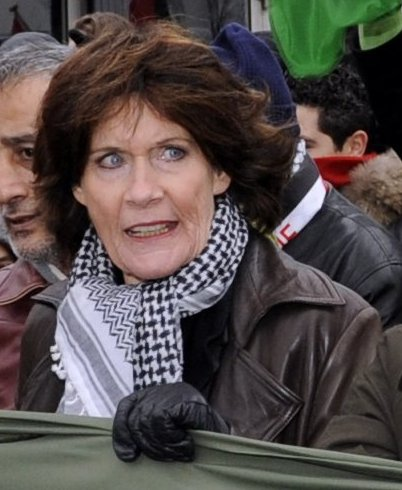
خريتا داوزينبيرخ في احتجاج مؤيد لغزة في أمستردام 2009

خريتا داوزينبيرخ- نيوينهاوزن (بالهولندية: Gretta Duisenberg) هي ناشطة سياسية هولندية مؤيدة للقضية الفلسطينية. وهي تواجه حالياً اتهامات جنائية ذات محتوى عنصري على موقعها على الإنترنت المؤيد للفلسطينيين. وهي أرملة السياسي الهولندي فيم دوسينبيرغ من حزب العمل الهولندي (PvdA)، الذي كان أيضاً أول رئيس للبنك المركزي الأوروبي (ECB).